# Oligosarcus jenynsii
El dientudo o dentudo (Oligosarcus jenynsii) es una especie de pez de la familia Characidae en el orden de los Characiformes.

## Morfología
Los machos pueden llegar alcanzar los 31 cm de longitud total y 330 g de peso.

## Alimentación
Come peces, macrocrustáceos e insectos acuáticos.

## Hábitat
Arroyos, ríos y lagunas de Argentina, Uruguay y Río Grande del Sur (Brasil).

## Distribución geográfica
Se encuentran en Sudamérica: Uruguay, Argentina y Río Grande del Sur (Brasil).